# Florencia, Caquetá
Florencia är en stad och kommun i Colombia.   Den ligger i departementet Caquetá, i den sydvästra delen av landet, 400 km sydväst om huvudstaden Bogotá. Antalet invånare är 143 871. Arean är 56 kvadratkilometer. Det är departementets administrativa huvudort.
Terrängen i Florencia är lite bergig.